# Австралія на літніх Олімпійських іграх 1920
Австралія брала участь в Літніх Олімпійських іграх 1920 року в Антверпені (Бельгія) вшосте за свою історію, і завоювала дві золоті медалі. Збірну країни представляла 1 жінка.

## Срібло
- Легка атлетика, чоловіки, 3 000 метрів, ходьба  — Джордж Паркер.
- Спортивне плавання, чоловіки, 4х200 метрів, естафета   — Френк Борепейр, Henry Hay, William Herald та Ivan Stedman.

## Бронза
- Спортивне плавання, чоловіки, 1 500 метрів  — Френк Борепейр.